# Гамбарана
Гамбарана (итал. Gambarana) — коммуна в Италии, располагается в регионе Ломбардия, в провинции Павия.
Население составляет 274 человека (2008 г.), плотность населения составляет 23 чел./км². Занимает площадь 12 км². Почтовый индекс — 27030. Телефонный код — 0384.
Покровителем населённого пункта считается святой S. Rocco.

## Демография
Динамика населения:

## Администрация коммуны
- Официальный сайт: